# David Soto
David Soto Rodríguez (Irún, Guipúzcoa, 7 de junio de 1990) es un abogado y político español.
Fue diputado en el Parlamento Vasco entre 2020 y 2024. También es el secretario de organización de Podemos Euskadi.

## Biografía
Se licenció en Derecho en la Universidad del País Vasco. Hizo un Máster en Asesoría Fiscal en la Universidad de Deusto y Máster en Abogacía en la Universidad del País Vasco.

## Trayectoria política
Fue cabeza de lista y candidato a la alcaldía de Podemos al Ayuntamiento de Irún en las elecciones municipales de España de 2015, saliendo elegido concejal. Como concejal fue el portavoz del Grupo Municipal Podemos en el Ayuntamiento. Fue elegido Secretario General de Podemos en Irún. Repitió como candidato a la alcaldía en las elecciones municipales de España de 2019, siendo elegido concejal por segunda vez.
En el año 2020 se unió al equipo de Miren Gorrotxategi, después de que esta ganase las primarias de Podemos Ahal Dugu, y fue nombrado Secretario de Organización de Podemos Ahal Dugu, con Pilar Garrido como coordinadora.
Fue cabeza de lista de Elkarrekin Podemos por Guipúzcoa en las elecciones al Parlamento Vasco de 2020, saliendo elegido como diputado en el Parlamento Vasco.